# Theodore Roosevelt mit einem toten Löwen

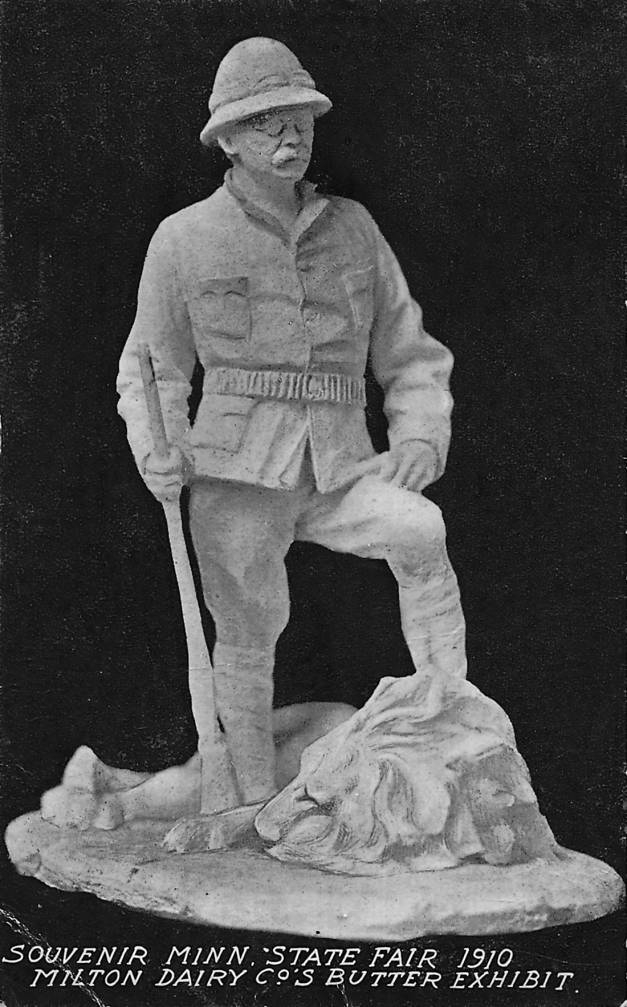
Theodore Roosevelt mit einem toten Löwen, Werbekarte der Milton Dairy Co., St. Paul, Minnesota

Theodore Roosevelt mit einem toten Löwen war eine Butterskulptur, die den US-amerikanischen Präsidenten Theodore Roosevelt lebensgroß mit einem erlegten Löwen zeigte. Die von John K. Daniels im Auftrag der Milton Dairy Company angefertigte Skulptur wurde 1910 an deren Stand auf der Minnesota State Fair ausgestellt. Roosevelt wird in der Pose des Großwildjägers mit seiner Jagdtrophäe dargestellt. Damit wird ein Bezug zur Smithsonian-Roosevelt African Expedition hergestellt, von der Roosevelt wenige Wochen vor der Ausstellung zurückgekehrt war. Die Vorlage des Künstlers war ein während der Expedition aufgenommenes Foto.

## Hintergrund

### Butterschnitzerei in den Vereinigten Staaten

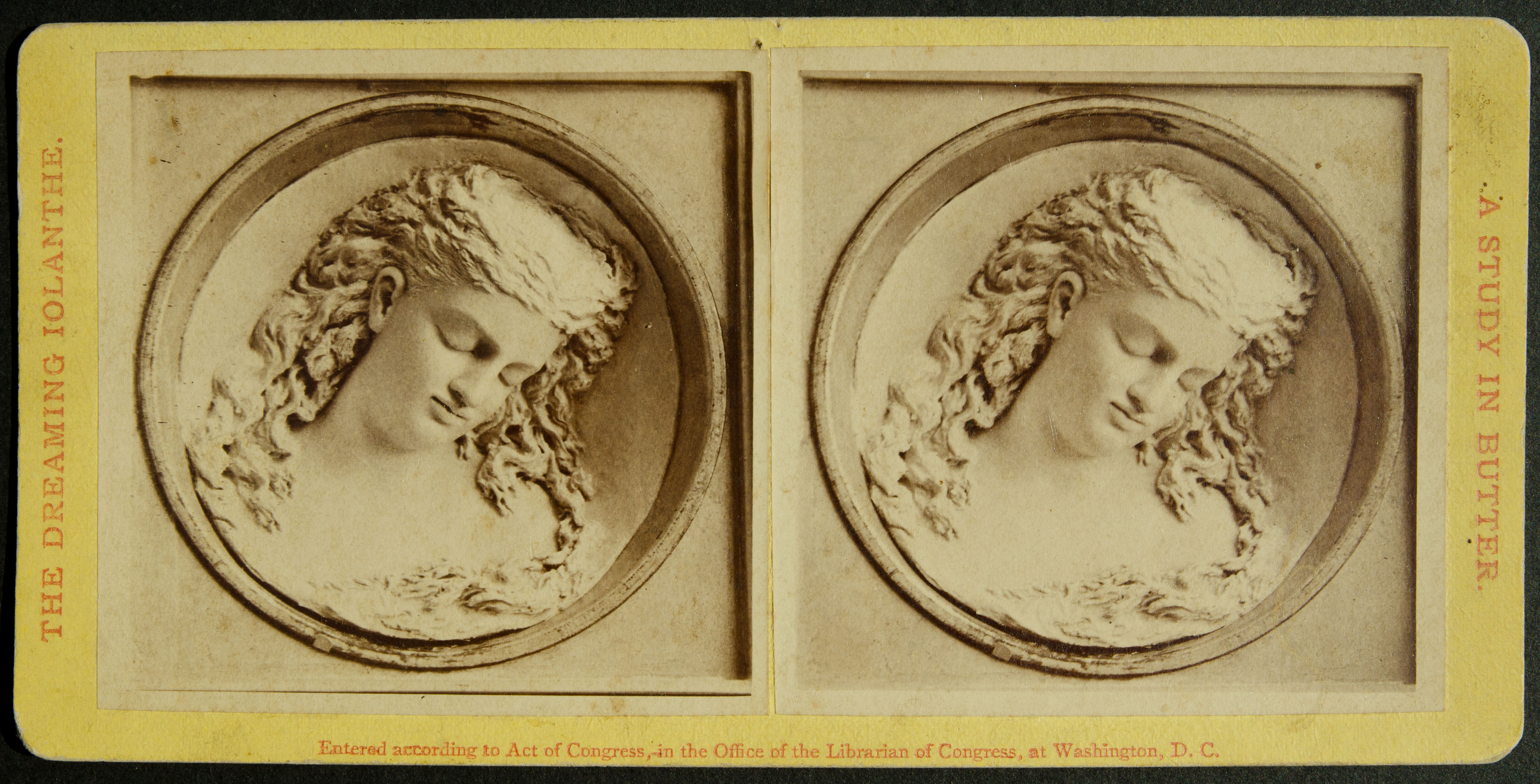
Dreaming Iolanthe, Butterschnitzerei von Caroline Shawk Brooks, 1876, Stereografie

Die Butterschnitzerei in den Vereinigten Staaten geht auf die bäuerliche Milchwirtschaft zurück. Zu den Aufgaben der Hausfrauen gehörte das Produzieren von Käse und Butter. Zur Tischdekoration oder zur Verkaufsförderung wurde die Butter häufig in ansprechend gestalteten Butterformen gepresst oder der Butterblock von Hand mit Ornamenten verziert. Dabei war bedeutend, dass das Buttergeld für die verheirateten Landfrauen oft das einzige eigene Geld war. In der Mitte des 19. Jahrhunderts wurde die Butterschnitzerei aus dem häuslichen Bereich in die Öffentlichkeit gebracht. Die früheste bekannte Bildhauerin, die mit Butter arbeitete, war Caroline Shawk Brooks, die später auch Werke aus Marmor und anderen Materialien schuf. Auf der Centennial Exhibition in Philadelphia, Pennsylvania hatte sie 1876 mit ihrem Butterrelief Dreaming Iolanthe großen Erfolg.

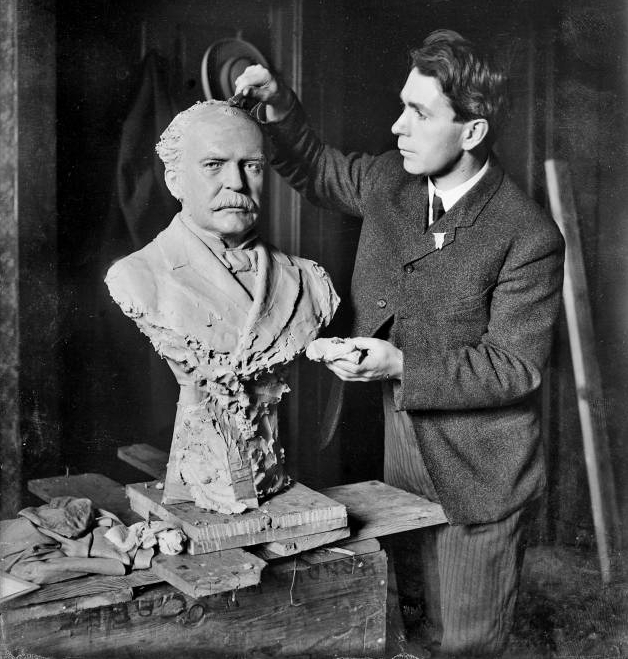
John K. Daniels modelliert die Büste von Gouverneur Edward F. Dunne, 1906

In den letzten Jahrzehnten des 19. Jahrhunderts erlebte die Milchwirtschaft einen ersten Umbruch. Die Produktion von Milch und Milchprodukten in bäuerlichen Kleinbetrieben wurde vom mechanischen Melken und industrieller Milchverarbeitung abgelöst. In Minnesota war die Milton Dairy Company in St. Paul der bedeutendste Milchverarbeiter. Um die Jahrhundertwende kam es zu einem weiteren Umbruch. Der neuen Konkurrenz der Margarinehersteller musste begegnet werden. Auf den State Fairs, industriellen und landwirtschaftlichen Leistungsschauen der Bundesstaaten, wurden Butterskulpturen und Werke aus Getreide, Gemüse und Obst als Werbemittel für die Landwirtschaft und die Milchindustrie eingesetzt. Der zur Schau gestellte Überfluss gesunder und natürlicher Lebensmittel aus der Hand der Landwirte bildete den Gegensatz zu dem künstlichen Produkt der Chemiker, der Margarine. So erlebte die Butterschnitzerei in den Vereinigten Staaten von 1900 bis 1920 einen Höhepunkt.
Ein Aspekt der Auseinandersetzung um die Margarine war ihre Darstellung als gesundheitsschädlicher Betrug am Verbraucher. Der 1902 ins Amt gekommene US-Präsident Theodore Roosevelt war an Fragen der Lebensmittelsicherheit sehr interessiert. Er war auch durch Upton Sinclairs Enthüllungsroman Der Dschungel über die Ausbeutung der Arbeiter und die unhygienischen Zustände in den Union Stock Yards in Chicago aufgerüttelt. Als im Auftrag Roosevelts die Betriebe überprüft wurden und die Kontrolleure Sinclairs Schilderungen bestätigten war das der Anlass für den Pure Food and Drug Act von 1906. Schon vor diesem Gesetz waren auf Bundesebene Vorschriften zum Schutz der Milchproduktion und -verarbeitung erlassen worden. Seit 1886 waren Verpackung und Deklarationen reglementiert, um eine Täuschung der Verbraucher zu erschweren. Seit 1902 wurde gelb eingefärbte Butter höher besteuert. Daher lieferten die Hersteller um 1910 die gelbe Farbe mit der Margarine an die Kunden aus, die sie selbst einfärben konnten. Roosevelt hatte sich mit seinen Maßnahmen gegen die Margarine und andere Nachahmungen großes Ansehen in der milchverarbeitenden Industrie erworben.
Bereits 1901 hatte der Bildhauer John K. Daniels für den Auftritt Minnesotas auf der Pan-American Exposition in Buffalo, New York ein Modell des im Bau befindlichen Minnesota State Capitol aus Butter gefertigt. Die Skulptur war mehr als dreieinhalb Meter lang und eineinhalb Meter hoch. Für ihre Herstellung hatten Daniels und sein Bruder über fünf bis sechs Wochen täglich mindestens 15 Stunden in einem gekühlten Raum gearbeitet. Damit wurde erstmals eine Butterskulptur in einer mit modernen Kühlaggregaten gekühlten Vitrine präsentiert, zum ersten Mal wurde ein professioneller Bildhauer engagiert und erstmals wurde eine bedeutende Butterskulptur von Männern gefertigt. Die Installation erregte große Aufmerksamkeit und führte zu einem Boom von Butterskulpturen auf den Ausstellungen der folgenden Jahre.

### Butterskulpturen Theodore Roosevelts

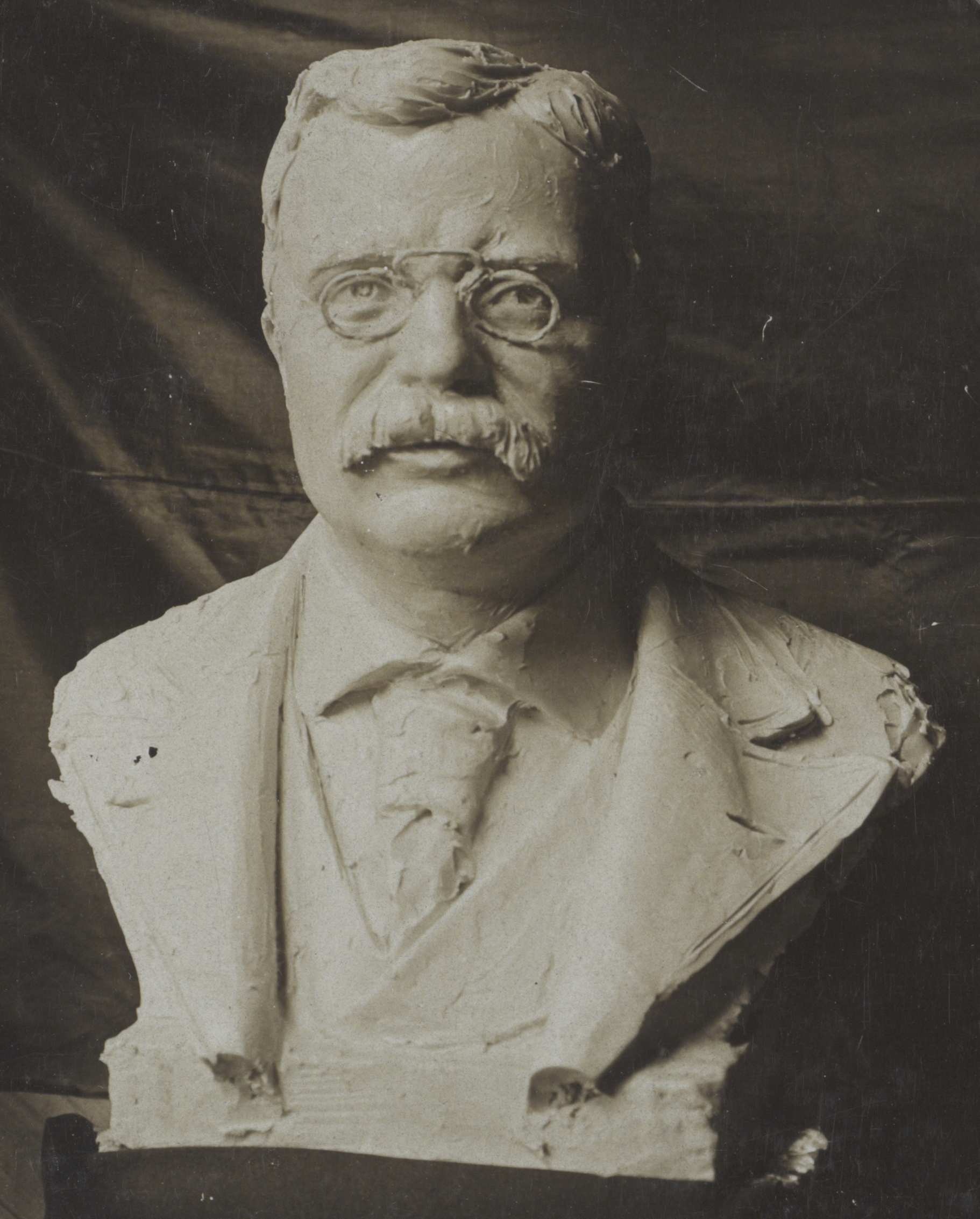
Büste Theodore Roosevelts aus Butter, 1904

Während bei den ersten Arbeiten von Caroline Shawk Brooks noch der künstlerische Aspekt im Vordergrund stand, waren später Symbole des Staates wie Darstellungen historischer Ereignisse, bedeutende Gebäude oder Porträts von Politikern häufige Motive. In einigen Bundesstaaten wird bis heute auf jedem State Fair eine Milchkuh oder die alljährlich gewählte Milchkönigin als Butterskulptur gezeigt. Es sind vier Butterskulpturen bekannt, die Porträts oder Standbilder Theodore Roosevelts zeigten:
- Auf der Minnesota State Fair im September 1898 wurde eine Skulptur zum Thema „Spanisch-Amerikanischer Krieg“ gezeigt. Die Darstellung der Columbia, die einen gefallenen Soldaten beschützt, trug auf ihrem großen Sockel mehrere Reliefs. Eines davon zeigte den Angriff von „Roosevelt’s Rough Riders“ während der Schlacht von San Juan Hill. Die Skulptur wurde von E. Frances Milton, der Ehefrau des Inhabers der Milton Dairy Company in St. Paul, aus mehr als 200 Kilogramm Butter gefertigt. Abbildungen der Skulptur sind nicht überliefert;[3][4]
- Büste Theodore Roosevelts, von Finn Haakon Frolich, New York, für die Louisiana Purchase Exposition 1904;[3]
- The Man on Horseback, möglicherweise von Frederick Schmol, North Dakota, für die Louisiana Purchase Exposition 1904;
- Theodore Roosevelt mit einem toten Löwen von John K. Daniels, auf der Minnesota State Fair 1910.

### Smithsonian-Roosevelt African Expedition
1909 bis 1910 fand unter der Leitung Theodore Roosevelts die Smithsonian-Roosevelt African Expedition statt. Die Berichterstattung über die Expedition fand ein aufmerksames Publikum, Roosevelts Reisebericht African Game Trails wurde schon während der Expedition in monatlichen Folgen in Scribner’s Magazine veröffentlicht. Mit Filmdramen und Dokumentarfilmen wie Roosevelt in Africa, Songs, Karikaturen und Cartoons hielt die Expedition rasch Einzug in die US-amerikanische Populärkultur. Unmittelbar nach seiner Rückkehr in die Vereinigten Staaten nahm Roosevelt seine politische Tätigkeit wieder auf. Im August reichte er bei der Republikanischen Partei seine Präsidentschaftskandidatur ein und begann eine Vortragsreise durch 16 Bundesstaaten. Eine Station auf dieser Rundreise war die Minnesota State Fair, und die Milton Dairy Company gab eine Butterstatue Roosevelts im Safarianzug in Auftrag.

## Beschreibung
Die Butterskulptur Theodore Roosevelts mit einem toten Löwen war mit ihrem Sockel etwa sechs Fuß hoch, also eine lebensgroße Darstellung des 1,78 m großen Roosevelt. Er wurde im Safarianzug mit einem Tropenhelm auf dem Kopf und einem Patronengurt um den Leib dargestellt. Roosevelt hielt in seiner Rechten ein Gewehr, mit dem er sich auf dem Boden abstützte. Zu seinen Füßen lag ein toter Löwe, auf den Roosevelt sein angewinkeltes linkes Bein gestellt hatte. Die linke Hand hielt er auf seinen linken Oberschenkel gestützt.

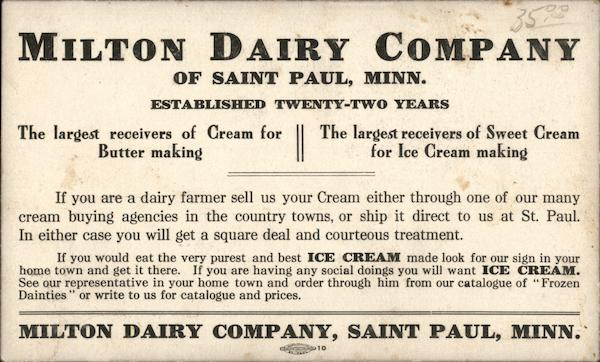
Rückseite der Werbekarte mit Theodore Roosevelt mit einem toten Löwen

Reliefs konnten aus einem Block Butter herausgearbeitet werden, und kleine dreidimensionale Arbeiten waren bisweilen Holzmodelle, die nur mit Butter überzogen waren. Große Skulpturen wie jene Roosevelts hatten eine Stützkonstruktion aus Metall oder Holz, an dem ein Drahtgeflecht in der groben Kontur der Skulptur befestigt war. Auf dieses Geflecht wurde die Butter in der erforderlichen Stärke aufgetragen und modelliert. Dabei war gerade für die großen Skulpturen eine große Menge Butter erforderlich. Die beteiligten Unternehmen nutzten die Gelegenheit, auf den State Fairs und anderen Ausstellungen für sich zu werben, indem sie die Menge der verarbeiteten und von ihnen bereitgestellten Butter hervorhoben.
Die Wirkung der Butterskulpturen als Werbemittel hielt naturgemäß nur so lange an, wie die Ausstellung dauerte. Werbekarten und Reklamepostkarten waren Möglichkeiten, den Verbrauchern etwas Dauerhaftes in die Hand zu geben und so die werbliche Wirkung nachhaltig zu gestalten. Dazu sind im Fall der Werbekarten die Rückseiten mit einer Anzeige bedruckt, bei Postkarten ist zumindest der Firmenname auf der Bildseite angegeben. Häufig, wie im Fall von Theodore Roosevelt mit einem toten Löwen sind solche Karten die einzige bildliche Überlieferung der Butterskulpturen.

## Vorlage
Eine Fotografie, die Theodore Roosevelt während der Smithsonian-Roosevelt African Expedition in ähnlicher Pose mit einem geschossenen Löwen zeigt, wurde als Frontispiz seines Reiseberichts African Game Trails abgedruckt. Dadurch wurde die Aufnahme einem großen Publikum bekannt. Dieses Bild war wiederum der Ausschnitt einer von Roosevelts Sohn Kermit Roosevelt angefertigten Fotografie, die links neben Roosevelt den Führer Leslie Tarlton zeigt. Da Tarlton die Expedition früh verließ kann das Foto sicher auf 1909 datiert werden, wahrscheinlich auf den 14. Mai 1909.

## Ausstellung und Verbleib
Die Statue Roosevelts mit dem erlegten Löwen wurde 1910 am Stand der Milton Dairy Company auf der Minnesota State Fair präsentiert.
Butterskulpturen sind dauerhafter als Eisskulpturen, aber auch sie sind zumindest während der warmen Jahreszeit auf ständige Kühlung angewiesen. Im frühen 20. Jahrhundert blieben die Butterskulpturen über die Dauer einer Ausstellung erhalten, das waren längstens sechs bis acht Monate. Anschließend wurde die Butter für neue Skulpturen eingelagert und jahrelang wieder verwendet. In anderen Fällen wurde sie an Vieh verfüttert oder in die Seifenherstellung gegeben, oder sogar gereinigt, pasteurisiert und als Lebensmittel verkauft.